# Sacoche de vol électronique
 (juin 2017).
Si vous disposez d'ouvrages ou d'articles de référence ou si vous connaissez des sites web de qualité traitant du thème abordé ici, merci de compléter l'article en donnant les références utiles à sa vérifiabilité et en les liant à la section « Notes et références ».
Pour les articles homonymes, voir EFB.

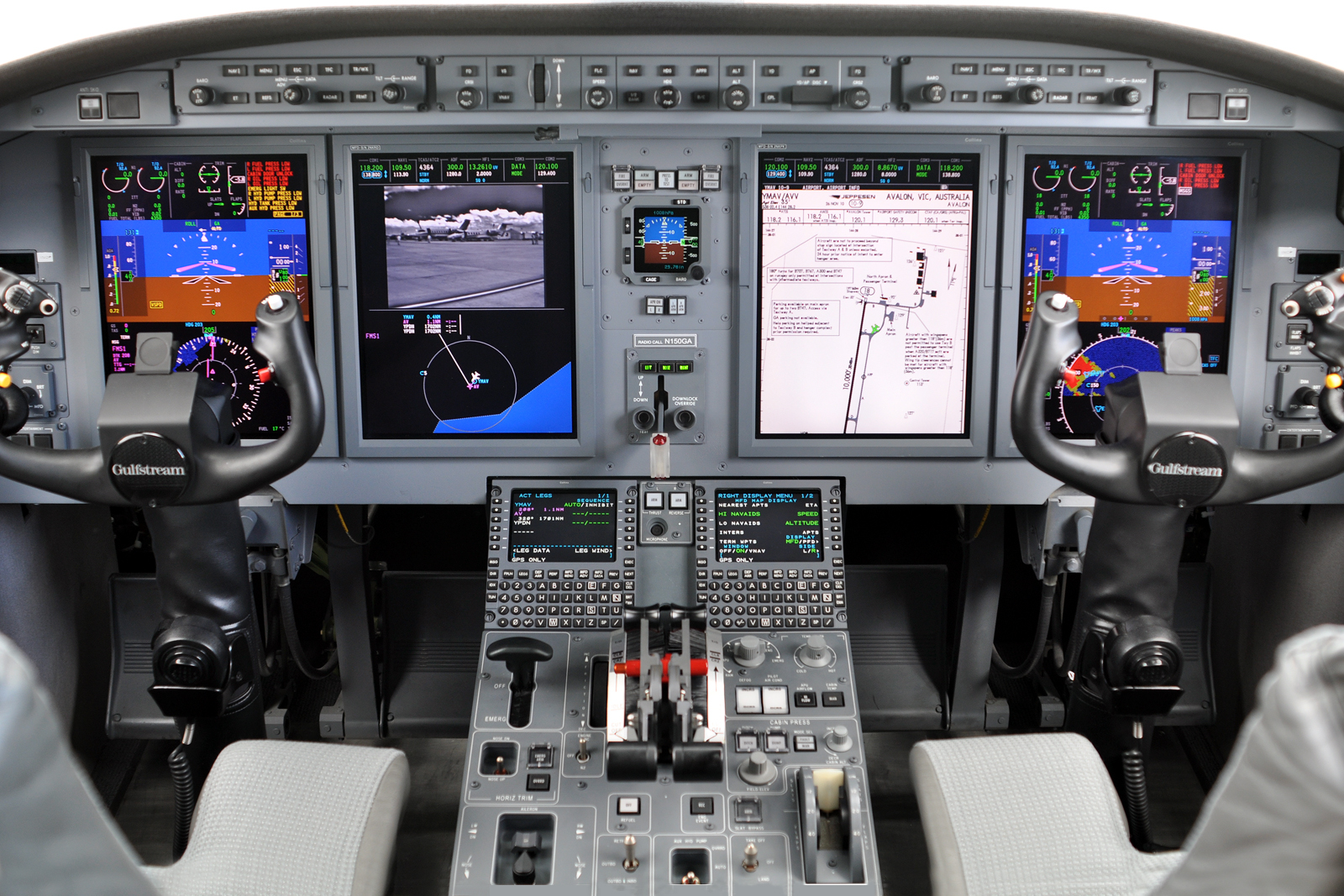
Sacoche de vol électronique montrant le schéma de l'aéroport d'Avalon.

La sacoche de vol électronique - electronic flight bag (EFB) - est un dispositif électronique de gestion de l'information qui aide les équipages à effectuer des tâches de gestion de vol plus facilement et plus efficacement avec moins de papier. Il s'agit d'une plate-forme informatique d'usage général destinée à réduire ou remplacer le matériel de référence à base de papier comme le manuel de l'avion, le manuel d'exploitation, le manuel d'exploitation des équipages de conduite, et les cartes de navigation (y compris carte mobile pour opérations aériennes et terrestres). En outre, l'EFB peut héberger des applications logicielles spécialement conçues pour automatiser d'autres fonctions, normalement effectuées à la main, comme les calculs de performances, de décollage, ou de centrage.
L'EFB tire son nom du traditionnel sac de vol qui est généralement un lourd document papier (jusqu'à 20 kg, voire plus) que les pilotes emportent dans le cockpit. Le sac de vol électronique est le remplacement de ces documents par un format numérique. Le poids EFB est typiquement de 0,5 à 2,2 kg, environ le même que celui d'un ordinateur portable. Il y a de nombreux avantages pour l'utilisation d'un EFB mais les avantages spécifiques varient en fonction du type d'opération, le système de gestion et la distribution de contenu existant, le type d'applications déployées. Certains avantages communs incluent : des économies de poids en remplaçant le sac de vol traditionnel, réduction de la manipulation de sacs de vol traditionnels, coût réduit et une plus grande efficacité en réduisant ou en éliminant les check-lists papier. Il y a aussi augmentation de la sécurité et réduction du travail du pilote.
Selon la FAA Circulaire d'information 120-76B, un Electronic Flight Bag est un système d'affichage électronique destiné principalement au cockpit.
Il existe 3 classe d'EFB:
- Classe 1 : Il s'agit d'ordinateur portable ou de tablette, du commerce, (sans approbation de conception, de production ou d'installation des autorités aéronautiques). Les EFB de classe 1 ne sont pas connectés à l'avionique et ne communiquent pas avec. Si ces EFB affichent des cartes aéronautiques, les cartes d'approche ou une liste de contrôle, ils doivent être correctement fixés et visibles pendant les phases critiques de vol.
- Classe 2 : Il s'agit d'ordinateur portable ou de tablette, du commerce, (sans approbation de conception, de production ou d'installation des autorités aéronautiques). Les EFB de classe 2 sont généralement montés dans l'aéronef, mais ils doivent pouvoir être facilement retirés ou fixés à leur support par l'équipage. Les EFB de classe 2 peuvent être connectés à l'alimentation de l'avion, aux ports de données (filaires ou sans fil) ou aux antennes installées de l'aéronef, sous réserve que ces connexions soient conformément aux règles en vigueur dans l'aéronautique.
- Classe 3 : Les EFB de classe 3 sont installés dans l'aéronef conformément à la réglementation de navigabilité en vigueur. Ils font partie de la certification de l'aéronef (en anglais Type Certificate ou Suplemental Type Certificate).

Les EFB peuvent supporter différentes applications, dites Type A et Type B, ségrégées en fonction de la gravité en cas d'erreurs ou de pannes : Les applications type A sont dites "Sans effet sur la sécurité" (en anglais [Failure condition with] no safety effect), les applications Type B sont dites "avec effet mineur sur la sécurité" (en anglais [Failure condition with] minor effect).
Il existe également des variantes militarisées, avec le stockage sécurisé de données, lunettes de vision nocturne, d'éclairage compatible, le durcissement de l'environnement, et des applications et des données spécifiques militaires.
Les dispositifs EFB peuvent afficher une variété de données sur l'aviation ou effectuer des calculs de base (y compris les calculs des données de performance et de carburant). L'une des fonctions, les plus attendues de l'EFB, en 2025, est la simplification de l'interface entre le pilote et le calculateur de guidage de vol (en anglais Flight Management System ou FMS), et en particulier la saisie et la modification du plan de vol,. Dans le passé, certaines de ces fonctions ont été traditionnellement accomplies en utilisant des références papier où elles étaient basées sur les données fournies à l'équipage par la "régulation des vols" ou l'équipe d'une compagnie aérienne.